# Emile Béaruné
Emile Béaruné, né le 7 février 1990 à Nouméa, est un footballeur international néo-calédonien. Il joue au poste de défenseur central.